# Derrick Walton
Derrick Walton Jr. (Detroit, Michigan, 3 de abril de 1995) es un baloncestista estadounidense que pertenece a la plantilla de los Sydney Kings de la NBL Australia. Con 1,83 metros de estatura, juega en la posición de base.

## Trayectoria deportiva

### Universidad
Jugó cuatro temporadas con los Wolverines de la Universidad de Míchigan, en las que promedió 11,6 puntos, 4,4 rebotes, 3,9 asistencias y 1,1 robos de balón por partido. En su primera temporada fue incluido en el mejor quinteto freshman de la Big Ten Conference, mientras que en 2016 apareció en el tercer mejor quinteto absoluto de la conferencia, y en segundo en su último año como universitario.

### Profesional
Tras no ser elegido en el Draft de la NBA de 2017, fue invitado por los Orlando Magic para participar en las Ligas de Verano, donde jugó cuatro partidos en los que promedió 10,0 puntos y 3,5 asistencias. El 24 de julio firmó un contrato de dos vías con los Miami Heat para jugar además en el filial de la G League, los Sioux Falls Skyforce. Debutó en la NBA el 6 de noviembre en un partido ante Golden State Warriors.
El 12 de agosto de 2018 firmó con los Chicago Bulls para disputar la pretemporada. Pero fue cortado el 12 de octubre antes del comienzo de la temporada regular.
El 18 de octubre de 2018 decide marcharse a Europa para firmar por el Žalgiris Kaunas. Tras las pocas oportunidades para jugar, decide rescindir su contrato y fichar por el ALBA Berlín a mediados de febrero de 2019. Walton contribuyó a conseguir el título de la Basketball Bundesliga en las finales. 
En verano de 2019, vuelve a Estados Unidos para disputar la NBA Summer League con Los Angeles Clippers. Tras eso, fue asignado al equipo filial de la G League, los Agua Caliente Clippers para comenzar la temporada. A pesar de eso, disputó 23 encuentros con el primer equipo, uno de ellos como titular.
El 6 de febrero de 2020 fue traspasado a Atlanta Hawks, pero fue cortado inmediatamente. Así el 21 de febrero, los Detroit Pistons firman un contrato de 10 días a Walton el cual, tras disputar 3 encuentros, no extendieron.
El 26 de noviembre de 2020 firma un contrato de un año con los Philadelphia 76ers. Pero fue cortado a los pocos días, sin llegar a debutar.
Por lo que, el 18 de diciembre, decide fichar por el ASVEL de la Ligue Nationale de Basket-ball francesa.
El 28 de septiembre de 2021 fichó de nuevo con los Detroit Pistons, pero fue cortado, firmando posteriormente como jugador afiliado con los Motor City Cruise.
El 5 de julio de 2022 firmó con los Sydney Kings de la NBL Australia.

## Estadísticas de su carrera en la NBA

### Temporada regular
| Año     | Equipo        | PJ | PT | MPP  | %TC  | %3P  | %TL   | RPP | APP | ROB | TPP | PPP |
| ------- | ------------- | -- | -- | ---- | ---- | ---- | ----- | --- | --- | --- | --- | --- |
| 2017-18 | Miami         | 16 | 0  | 9.2  | .320 | .412 | 1.000 | 1.0 | 1.0 | .4  | .2  | 1.8 |
| 2019-20 | L.A. Clippers | 23 | 1  | 9.7  | .472 | .429 | .778  | .7  | 1.0 | .2  | .0  | 2.2 |
| 2019-20 | Detroit       | 3  | 0  | 8.8  | .333 | .333 | .0    | .3  | 1.7 | 1.0 | .0  | 1.0 |
| 2021-22 | Detroit       | 3  | 3  | 36.0 | .231 | .231 | 1.000 | 3.3 | 7.0 | 2.3 | 1.3 | 6.3 |
| Total   | Total         | 45 | 4  | 9.4  | .406 | .415 | .867  | .8  | 1.0 | .3  | .1  | 2.0 |